# Věci a sny
Věci a sny je album české hudební skupiny Jelen, vydané 16. dubna 2021 společností Universal Music. Podle žebříčku IFPI jsou singly „Někde kolem“, „Jediný co chci“ a „Ještě jednu noc“ nejhranějšími písněmi v českém a moravském rozhlasovém éteru.

## Seznam skladeb
| Pořadí | Název           | Délka |
| ------ | --------------- | ----- |
| 1.     | Někde kolem     | 4:02  |
| 2.     | Jediný co chci  | 3:28  |
| 3.     | Bílý klávesy    | 3:44  |
| 4.     | Nebreč, Sáro    | 3:30  |
| 5.     | Ještě jednu noc | 2:44  |
| 6.     | Mater mors      | 3:46  |
| 7.     | V oblacích      | 3:03  |
| 8.     | Veronika        | 2:58  |
| 9.     | Pálím           | 3:30  |
| 10.    | Když se svlíkáš | 3:52  |
| 11.    | Rozlučková      | 2:54  |

## Hudební aranžmá
1. Někde kolem – hudba: Martin Ledvina, Martin Kasal, Ondřej Málek, text: Jindra Polák
2. Jediný co chci – hudba: Martin Ledvina, Martin Kasal, Ondřej Málek, text: Jindra Polák
3. Bílý klávesy – hudba: Martin Ledvina, Martin Kasal, Ondřej Málek, text: Jindra Polák
4. Nebreč, Sáro – hudba: Martin Ledvina, Martin Kasal, Ondřej Málek, text: Martin Ledvina
5. Ještě jednu noc – hudba a text: Jindra Polák, Martin Kasal, Ondřej Málek, Martin Ledvina
6. Mater Mors – hudba: Martin Ledvina, Martin Kasal, Ondřej Málek, text: Martin Ledvina
7. V oblacích – hudba a text: Jindra Polák, Martin Kasal, Ondřej Málek, Martin Ledvina
8. Veronika – hudba: Martin Ledvina, Martin Kasal, Ondřej Málek, text: Martin Ledvina
9. Pálím – udba a text: Jindra Polák, Martin Kasal, Ondřej Málek, Martin Ledvina
10. Když se svlíkáš – hudba: Martin Ledvina, Martin Kasal, Ondřej Málek, text: Martin Ledvina
11. Rozlučková – hudba: Martin Ledvina, Martin Kasal, Ondřej Málek, text: Martin Ledvina